# Андромеда (созвездие)
Андроме́да (лат. Andromeda) — созвездие северного полушария звёздного неба. Одно из 48 созвездий, перечисленных греко-римским астрономом II века Птолемеем, и одно из 88 современных созвездий. Оно получило название в честь Андромеды, дочери Кассиопеи, которая, согласно греческому мифу, была прикована к скале на съедение морскому чудовищу Кету. Андромеда наиболее заметна в осенние вечера в северном полушарии, наряду с несколькими другими созвездиями, названными в честь персонажей мифа о Персее. Из-за своего северного склонения Андромеда видна только севернее 40° южной широты, а для наблюдателей южнее находится за горизонтом. Это одно из самых больших созвездий площадью 722 квадратных градусов, что более чем в 1400 раз превышает размер полнолуния, составляет 55% от размера самого большого созвездия — Гидры, и более чем в 10 раз больше наименьшего созвездия — Южного Креста. Содержит три звезды второй звёздной величины и спиральную галактику Андромеды (M31), видимую невооружённым глазом и известную с X века.
Ярчайшая звезда созвездия - Альферац (Альфа Андромеды) - двойная звезда, которую также раньше причисляли к созвездию Пегаса, а Гамма Андромеды (Аламак) - яркая двойная звезда и популярная цель для астрономов-любителей. Мирах (Бета Андромеды) с переменной яркостью, похожей на Альферац, - красный гигант, цвет которого виден невооруженным глазом. Самый заметный объект глубокого космоса в созвездии - галактика Андромеды (M31, также называемая Туманностью Андромеды), ближайшая к Млечному Пути спиральная галактика и один из самых ярких объектов Мессье. Несколько более тусклых галактик, включая спутники М31 - М110 и М32, а также более удаленную NGC 891, лежат в пределах Андромеды. Туманность Голубой Снежок, планетарная туманность, видна в телескоп как голубой круглый объект.
В китайской астрономии звезды, составляющие созвездие Андромеды, входили в состав четырех разных созвездий, которые имели астрологическое и мифологическое значение; созвездие, связанное с Андромедой, также существует в индуистской мифологии. В созвездии Андромеды расположен радиант Андромедиды, слабого метеорного потока, который наблюдается в ноябре.

## Туманность Андромеды
Важнейший объект в созвездии — спиральная галактика Туманность Андромеды (М31) со своими спутниками — карликовыми галактиками М32 и NGC 205 (M110). В безлунную ночь она видна даже невооружённым глазом на угловом расстоянии чуть более 1° к западу от звезды ν Андромеды. Это единственная галактика, видимая в полярных и умеренных широтах Северного полушария невооружённым глазом, да и то с трудом (её звёздная величина 3,44). Хотя ещё в X веке её наблюдал персидский астроном Ас-Суфи, называя «маленьким облачком», в Европе первое её упоминание сделал Симон Мариус только в начале XVII века. Это ближайшая к нам спиральная галактика, удалённая примерно на 2,2 млн световых лет. Хотя она напоминает вытянутый овал, поскольку её плоскость наклонена всего на 15° к лучу зрения, по-видимому, она похожа на нашу Галактику, имеет диаметр более 220 тыс. световых лет и содержит около 300 млрд звёзд.

## Другие интересные объекты
- переменная звезда R Андромеды с амплитудой изменения блеска в 9 звёздных величин.
- рассеянное звёздное скопление NGC 752.
- планетарная туманность NGC 7662.
- NGC 891 — одна из самых впечатляющих спиральных галактик, видимых с ребра.
- υ Андромеды — первая нормальная звезда (звезда главной последовательности), у которой была обнаружена многопланетная система. На текущий момент известны три планеты. Планета b — типичный горячий юпитер, остальные две являются эксцентрическими гигантами.
- WASP-1 — звезда с экзопланетой.
- Аламак — кратная звёздная система из четырёх звёзд, два компонента которой различимы в школьный телескоп[2].

## Происхождение названия

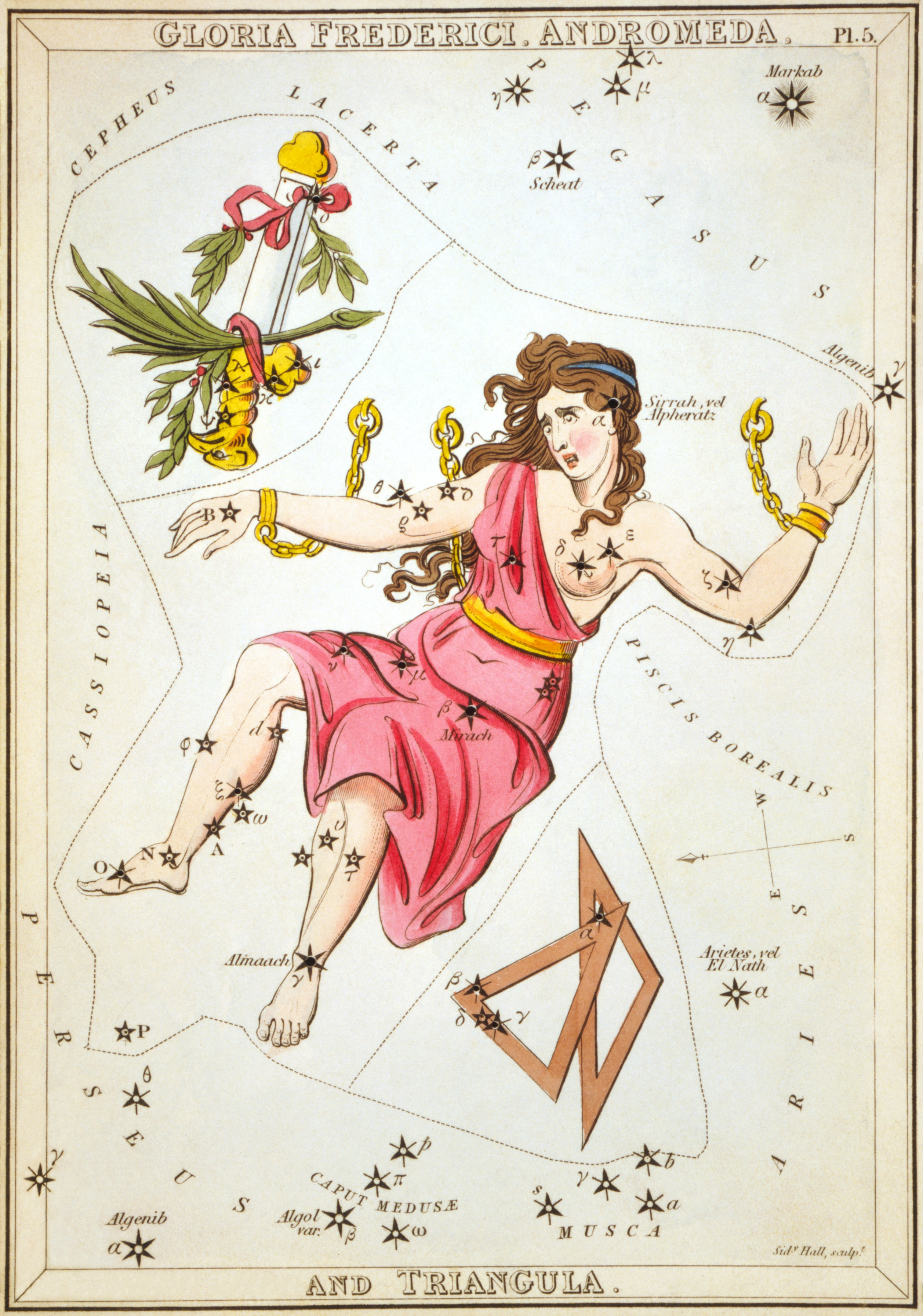
Андромеда, изображённая в Зеркале Урании, наборе карт созвездий, изданном в Лондоне ок. 1825 года, показ созвездия изнутри небесной сферы.

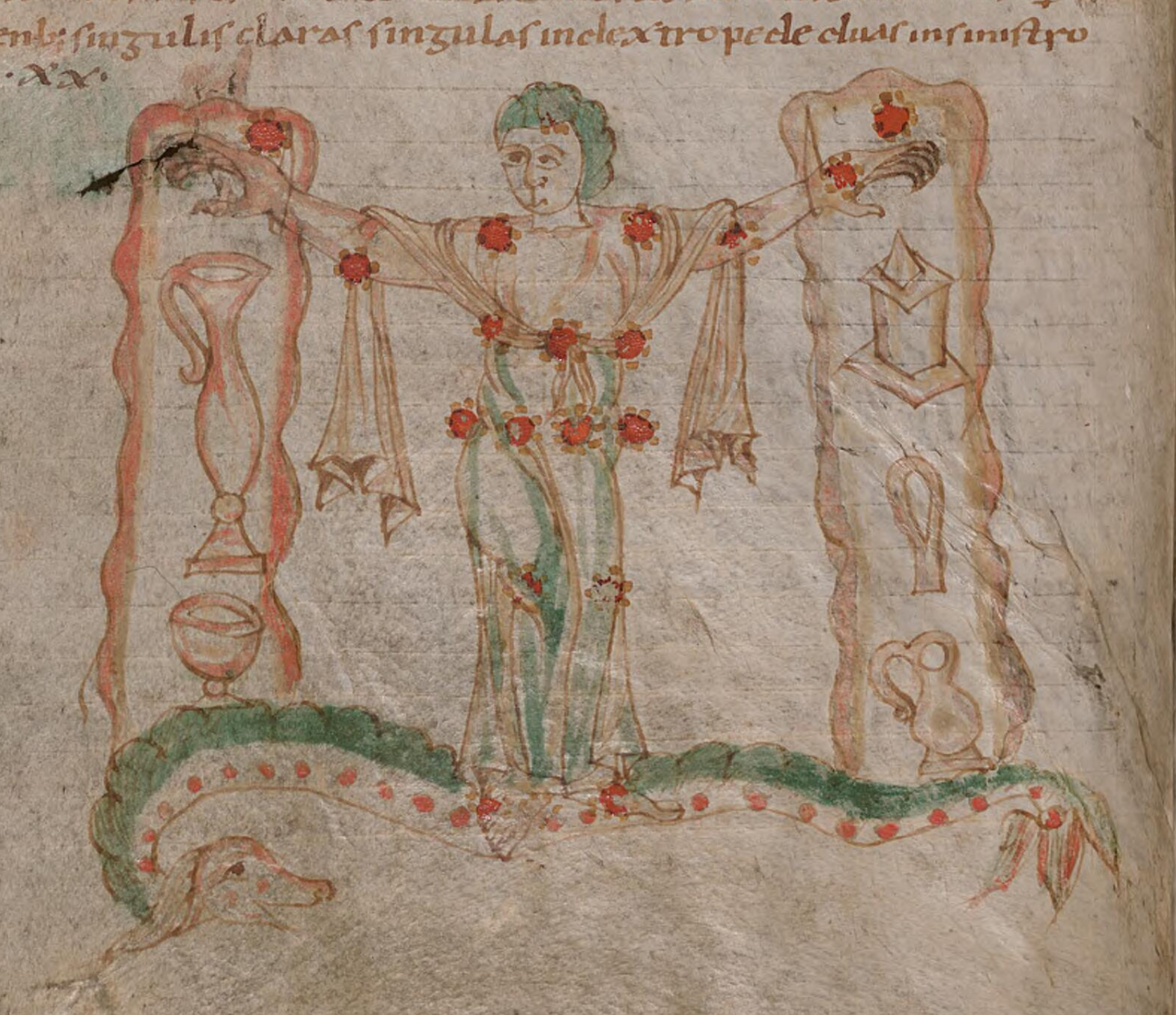
Андромеда, изображённая в ранней научной рукописи, ок. 1000 г.

Одно из древних созвездий. Включено в каталог звёздного неба Клавдия Птолемея «Альмагест».
Согласно греческим мифам, Андромеда была дочерью эфиопского царя Кефея (Цефея) и царицы Кассиопеи. Она была отдана отцом в жертву морскому чудовищу Киту (по некоторым версиям, Кето), опустошавшему страну, но спасена Персеем. После смерти превратилась в созвездие. Несколько соседних созвездий (Персей, Кассиопея, Кит и Цефей) также названы в честь персонажей этого мифа.

## Наблюдение
Наилучшие условия видимости в сентябре — октябре. Созвездие легко разыскать, если осенним вечером в южной стороне неба найти Большой Квадрат Пегаса. В его северо-восточном углу расположена звезда Альферац (α Андромеды), от которой к северо-востоку, в сторону Персея, расходятся три цепочки звёзд, составляющих Андромеду. Её три ярчайшие звезды 2-й звёздной величины — Альферац, Мирах и Аламак (α, β, и γ Андромеды), причём Аламак — двойная звезда. Звезду Альферац именуют также Альфарет, Альферрац или Сиррах; её полное арабское имя «Сиррах аль-Фарас», что значит «пуп коня» (раньше её иногда включали в созвездие Пегаса под именем δ Пегаса). Созвездие видно на всей территории России, причём в южных её районах кульминирует в области зенита.